# シブイロカヤキリ
シブイロカヤキリ（渋色萱螽斯・渋色茅螽斯・渋色萱切・渋色茅切、Xestophrys javanicus）は、バッタ目キリギリス科の昆虫。和名は渋色をした「カヤキリ」。
旧称のシブイロカヤキリモドキと呼ばれることもある。

## 分布
関東近辺及び東北南部以南。近年の温暖化により年々分布は北上しているという。

## 形態
体長（翅端まで）40-52mm。
頭部は円錐形。口器は大きく発達し、顔面-大顎は黒色を帯び非常に目立つ。
クビキリギスを寸詰まりにし、脚を短くした感じの体型で、褐色の地に黒点をちりばめる。
背面及び腹面は若干色が濃い。オスの前胸背面は後端に行くほど広がり、発音器も大きい。メスの前胸背面はほぼ真っ直ぐ。
カヤキリ同様、バッタ目としては後ろ足は体の割に小さく、殆ど飛び跳ねない。カヤキリより小柄、且つ身軽な為多少の飛翔能力を備え、明かりに来ることもある。
産卵管は腹部よりやや短く、羽の間に埋もれる。

## 生態
ススキを始め、アシ、オギ、ダンチク等大型イネ科植物の群落に棲息し、これらを食草とする。
カヤキリよりも適応力があり、食草と成らないような他の植物に占領されかけていても棲息できる。
上記以外の色んなイネ科植物を喰い、ササやメヒシバを食べた例もある。
主に若い茎や花穂の部分を喰い、若干の肉食傾向がある。
カヤキリよりも気性が荒く、頻繁に威嚇行動をとる。また手で持たなくても威嚇中は良く噛みついてくるので、注意が必要。威嚇中発音はしない。
8月頃孵化し10月頃羽化、繁殖行動をすることなくそのまま草本の根元や生息地付近の樹洞で越冬する。翌年4月下旬頃、夜間、カヤキリよりもしわがれた感じの声で「ジャーーーーーーーーーーーーーーー」と鳴く。ほぼ完全な夜行性で、昼間は根本近くの葉の裏などに潜み、越冬時と同じようなポーズでじっとしているが、夜になると這い上がって高い場所に出てくる。
鳴き声に誘われたメスはオスと交尾し、やがて産卵管で根元近くの葉鞘内に数個纏めて産卵する。
成虫寿命はクビキリギスより短く、越冬して性成熟後約2ヶ月程度である。